# Dobrzyńskie Towarzystwo Naukowe

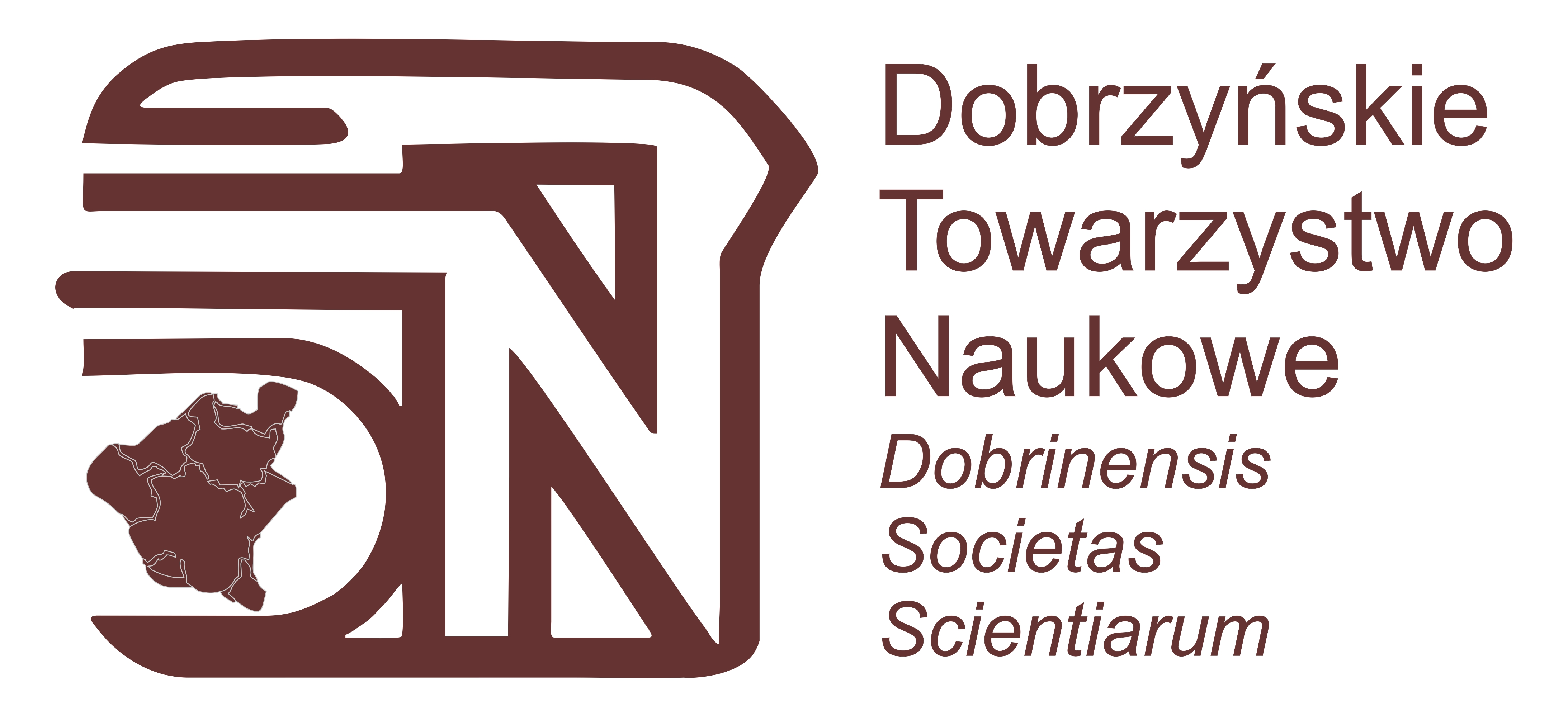
Grafika związana z działalnością Dobrzyńskiego Towarzystwa Naukowego (DTN).

Dobrzyńskie Towarzystwo Naukowe (DTN), Dobrinensis Societas Scientiarum – powstało w 2007 roku. Kontynuuje ono działalność Dobrzyńskiego Oddziału Włocławskiego Towarzystwa Naukowego (WTN).
Dobrzyńskie Towarzystwo Naukowe zrzesza przeszło 100 członków.

## "Rocznik Dobrzyński" i "Rocznik Zamku Golubskiego"
Dobrzyńskie Towarzystwo Naukowe wydaje naukowy periodyk „Rocznik Dobrzyński”. Periodyk ten jest punktowany przez MNiE. W roku 2022 wydany został jubileuszowy (piętnasty) numer. Do 2023 roku wydano 17 tomów pisma o łącznej objętości ponad 6,5 stron.
W 2024 r. z inicjatywy prezesa DTN prof. Mirosława Krajewskiego Towarzystwo rozpoczęło wydawanie naukowej serii wydawniczej  "Rocznika Zamku Golubskiego". Pierwszy tom ukazał się w końcu 2024 roku z udziałem 19 autorów, z okazji 60-lecie Oddziału PTTK im. Z. Kwiatkowskiego w Golubiu-Dobrzyniu dla uczczenia 400. rocznicy śmierci Anny Wazówny (1625-2025).

## Działalność publiczna
DTN  jest organizatorem sesji, a także spotkań naukowych. Inicjuje wiele przedsięwzięć, które utrwalają historię narodową oraz regionalną. Dobrzyńskie Towarzystwo Naukowe wydaje liczne publikacje, np. biografię zakonnika-karmelity o. Wincentego J. Kruszewskiego (Wincenty Kruszewski) z Obór, zmarłego w 1922 r. w opinii świętości, które są gromadzone (poza wymienionymi powyżej) w Kujawsko-Pomorskiej Bibliotece Cyfrowej.
W 2023 r. było inicjatorem wzniesienia na Kalwarii Oborskiej Pomnika Narodowej Pamięci Ziemi Dobrzyńskiej  oraz wydania drukiem „Genotypu walki i martyrologii” (715 stron) tej ziemi, poświęconych 6,5 tysiąca ofiar i bohaterów walk o wolność i niepodległość od wyprawy chocimskiej w 1673 r. aż do śmierci z rąk UB w 1988 r. studenta medycyny z Rypina w Gdańsku.

## Członkowie honorowi
Od 2007 roku osobom szczególnie zasłużonym nadawane jest „Honorowe Członkostwo”.
Są to (śp.): prof. Jerzy Pietrkiewicz (Londyn), por. Teofil Jurkiewicz (L'Hopital, Francja), ks. prałat Czesław Chojecki, płk Maria Sobocińska, Jan Jagodziński, Michał Kokot, prof. Stanisław Strzyżewski , a także (żyjący): prof. dr hab. Mirosław Krajewski (1946), ks. prałat Tadeusz Zaborny (1946), ks. Zbigniew Kluba (1956), mgr inż. poseł na Sejm RP Ziemi Dobrzyńskiej Jan Krzysztof Ardanowski (1961), mgr inż. Sylwester Śmigiel (1961), mgr Ludwik Chełmicki (1945).

## Hymn DTN
(słowa – Członek Honorowy: Jan Jagodziński; na melodię – Piękna nasza, Polska cała)
Zwrotka 1: Cześć ci ziemio ukochana, dobrzyńska piękna kraino.
Tyś za matkę nam jest dana, karty twoich dziejów słyną.
refren: Vivat, vivat Dobrinensis Societas Scientiarum.
Zwrotka 2: Między Wisłą, Skrwą i Drwęcą, twój krajobraz nas zachwyca.
Twe pamiątki ducha nęcą, tchną historią twoje lica.
refren: Vivat, vivat Dobrinensis Societas Scientiarum.